# Sidi Tifour
Sidi Tifour (în arabă سيدي طيفور) este o comună din provincia El Bayadh, Algeria.
Populația comunei este de 5.565 de locuitori (2008).